# Altenmarkt bei Fürstenfeld
Altenmarkt bei Fürstenfeld är en ort i  kommunen Fürstenfeld i Österrike. Den ligger i distriktet Hartberg-Fürstenfeld i förbundslandet Steiermark.
Altenmarkt bei Fürstenfeld var tidigare en självständig kommun, men blev den 1 januari 2015 en del av kommunen Fürstenfeld.  Kommunen bestod av tre orter (Ortschaften) (inom parentes invånarantal 1 januari 2024):
- Altenmarkt bei Fürstenfeld (602)
- Speltenbach (150)
- Stadtbergen (332)